# Vladimír Novák
Vladimír Novák   (Chlum u Třeboně, 2 de febrer de 1904 - 28 d'abril de 1986) fou un esquiador de fons txec que va competir sota bandera txecoslovaca durant les dècades de 1920 i 1930.
Durant la seva carrera esportiva va prendre part en tres edicions dels Jocs Olímpics d'Hivern: el 1928 a Sankt Moritz, el 1932 a Lake Placid i el 1936 a Garmisch-Partenkirchen. El millor resultat fou l'onzena posició el 1936 en la cursa dels 50 quilòmetres. En el seu palmarès destaca una medalla de plata al Campionat del Món d'esquí nòrdic de 1933.